# Matheus Enholm
Olof Matheus Enholm, född Olsson 12 juni 1979 i Svarteborgs församling, Göteborgs och Bohus län, är en svensk politiker (sverigedemokrat). Han är ordinarie riksdagsledamot sedan 2018, invald för Västra Götalands läns norra valkrets.
I riksdagen är han ledamot i konstitutionsutskottet sedan 2018.
Ledamot i Domarnämnden och Säkerhets- och integritetsskyddsnämnden.
Samhällsbyggnadsråd i Munkedals kommun, även ledamot i kommunfullmäktige.